# Ivano Gutz
Ivano Gebhardt Rolf Gutz (27 de janeiro de 1951, Blumenau, Santa Catarina) é um pesquisador brasileiro, membro titular da Academia Brasileira de Ciências na área de Ciências Químicas desde 19 de dezembro de 2008. É professor do Instituto de Química da Universidade de São Paulo, onde desenvolve pesquisas na área de química analítica.
Foi condecorado com a comenda da Ordem Nacional do Mérito Científico.